# Steinreihe von Garrane
Die Steinreihe von Garrane besteht aus vier Menhiren im Townland Garrane (irisch An Garrán) nordwestlich von Bweeng bei Mallow im County Cork in Irland. Sie gehört zu den 26 bedeutendsten Steinreihen Irlands, von denen sieben im County Cork liegen.

## Beschreibung
Die 7,6 m lange Nordost-Südwest orientierte Steinreihe steht im Tal des Duvglasha am Nordosthang des Bweengduff-Mountain.
- Der nordöstliche Stein ist 4,2 m hoch, 1,1 m breit und 0,45 m dick.
- Der zweite, etwa 1,2 m vom letzten entfernte Stein, ist 3,25 m lang, 1,2 m breit und 0,7 m dick; aber inzwischen umgefallen.
- Der dritte, etwa 2,0 m vom letzten entfernte Stein, ist 3,7 m hoch, 1,5 m breit und 0,3 m dick.
- Der vierte etwa 4,1 m vom letzten entfernte Stein, ist 3,65 m hoch, 0,7 m breit und 0,3 m dick.

## Das Steinpaar
Das Steinpaar von Garrane befindet sich an der Basis des Knockavrogeen, etwa 400 m westlich des Milltown river.
- Der stehende Stein ist etwa 3,0 m hoch, an der Basis 1,8 m breit und verjüngt sich zur Spitze hin.
- Der gefallene Stein liegt 1,5 m entfernt. Er ist 2,48 m lang, an der Basis 1,16 m breit und verjüngt sich leicht zur Spitze hin.

Etwa 500 m südlich, in Knockavrogeen East, steht ein ähnliches Steinpaar.

## Datierung
Die 2004 entdeckte Steinreihe am Cut Hill im nördlichen Dartmoor in Devon in England ist die erste, die datiert werden konnte. Der Torf unter Stein 1 wurde mit der Radiokarbonmethode auf kalibriert 3700–3540 v. Chr. datiert, der Torf darüber auf kalibriert 2476–2245 v. Chr.